# Шукачі щастя (фільм)
«Шукачі щастя» (рос. «Искатели счастья») — білоруський радянський художній фільм 1936 року режисера Володимир Корш-Сабліна.

## Сюжет
1928 рік. Після довгих поневірянь за кордоном в Радянський Союз, в єврейську автономну область Біробіджан, разом з іншими переселенцями, приїжджає сім'я старої Двойри. Дочка Двойри Роза зустріла і покохала місцевого рибалку Корнія. Піня Копман, чоловік старшої дочки Двойри, Басі, не знаходить собі місця в колгоспі і спочатку навіть хоче поїхати назад, але дізнається, що в цих місцях видобувають золото. Піня погоджується вартувати баштан, але насправді, ховаючись від усіх, шукає золото. Мрія Піні — стати господарем фабрики зі своїм фірмовим клеймом «Піня Копман — король підтяжок». Піня вирішує перепливти на човні Амур, щоб потрапити в Китай. Про це він домовляється з батьком Корнія, але той доставляє його до прикордонників...

## У ролях
- Марія Блюменталь-Тамаріна
- Веніамін Зускін
- Олександр Карєв
- Сергій Яров
- Борис Жуковський
- Іона Бий-Бродський
- Еміль Галь

## Творча група
- Сценарій: Йоганн Зельцер, Григорій Кобець
- Режисер: Володимир Корш-Саблін
- Оператор: Борис Рябов
- Композитор: Ісаак Дунаєвський